# Ivan Melnikov
Pour les articles homonymes, voir Melnikov.
Ivan Alexandrovitch Melnikov (russe : Иван Александрович Мельников ; né le 4 mars 1832 à Saint-Pétersbourg, décédé le 8 juillet 1906 à Saint-Pétersbourg) est un chanteur d'opéra russe ayant une voix de baryton.

## Biographie
Melnikov était choriste à l'école et s'est orienté ensuite vers le commerce. Il a été inspecteur de navigation sur la Volga. Il entreprend tard des études musicales, d'abord avec Gavriil Lomakine (en 1861), et il participe de 1862 à 1866 à des concerts scolaires dirigés par Lomakine. Melnikov continue ses études à Milan avec un maître du bel canto, E. Repetto.

## Carrière
En 1867, Melnikov fait un début triomphant à Saint-Pétersbourg au Théâtre Mariinsky, jouant le rôle de Riccardo dans I puritani de Vincenzo Bellini. Melnikov se produit régulièrement au Mariinsky, à la fois dans des rôles d'opéras russes et étrangers. Il a été le créateur de plus d'une douzaine de rôles de l'opéra russe. Melnikov a chanté dans chacun des opéras de Piotr Ilitch Tchaïkovski à l'exception de Iolanta, créant des rôles dans quatre des opéras de Tchaïkovski : le prince Viazminsky dans L'Opritchnik (1874), le Diable dans Les Souliers de la reine (1886), le prince Kourliatev dans L'Enchanteresse (1887), et le comte Tomski dans La Dame de pique (1890). Il a créé en 1874 le rôle du tsar Boris dans Boris Godounov de Moussorgski.

## Rôles notables
- Amonasro dans Aida (Giuseppe Verdi)
- Le tsar Boris dans Boris Godounov (Moussorgski)
- Le Diable dans Les Souliers de la reine (Tchaïkovski)
- Le Démon dans Le Démon (Rubinstein)
- Le prince Kourliatev dans L'Enchanteresse (Tchaïkovski)
- Le prince Youri Ivanovitch Tokmakov dans La Pskovitaine (Nikolaï Rimski-Korsakov)
- Kalenik dans Nuit de mai (Rimski-Korsakov)
- Vassili Kotchoubeï dans Mazeppa (Tchaïkovski)
- Le prince Igor dans Le Prince Igor (Borodine)
- Le prince Viazminsky dans L'Opritchnik (Tchaïkovski)
- Le comte Tomski dans La Dame de pique (Tchaïkovski)
- Le meunier dans La Roussalka (Alexandre Dargomyjski)
- Rouslan dans Rouslan et Ludmila (Mikhaïl Glinka). Il a été décrit par le célèbre critique Vladimir Stassov comme  « le plus grand des Rouslan »[1].
- William Ratcliff dans William Ratcliff (César Cui)
- Wolfram dans  Tannhäuser (Richard Wagner)